# Jack Butler
Pour les articles homonymes, voir Butler.
Cet article possède un paronyme, voir John Butler (homonymie).
John Dennis Butler, dit Jack Butler, né le 14 août 1894 à Colombo dans l'Empire britannique (aujourd'hui au Sri Lanka) et mort le 5 janvier 1961, est un joueur de football international anglais.

## Biographie
Il nait à Colombo dans l'île de Ceylan (aujourd'hui Sri Lanka)
Ses parents déménagent à Dartford où il joue dans les équipes de jeunes avant d'être recruté par l'équipe d'Arsenal en 1914.
Il est envoyé au front en 1914 en France dans la Royal Artillery.
À son retour, il entama une brillante carrière pour les Gunners jusqu'en 1930.
Il joua une finale de la Coupe d'Angleterre contre Cardiff City en 1927, finale que Cardiff City a gagné.
En décembre 1924, il joua pour la première fois dans l'équipe nationale d'Angleterre
Après 296 matches pour Arsenal, il signa pour Torquay United pour deux saisons.
En 1932, il devint entraîneur de l'équipe du Daring Club de Bruxelles.
En 1935, il devint sélectionneur nationale de l'équipe belge de football jusqu'en 1939. Il participa à la Coupe du monde de 1938 en France.
Après la deuxième guerre mondiale, il entraîna Leicester City, puis Torquay United (1946-1947), Crystal Palace (1947-1949), Colchester United (1953-1955).
Il mourut en 1961 à l'âge de 66 ans.